# Over the Garden Wall (film 1914 Plumb)
Over the Garden Wall è un cortometraggio muto del 1914 diretto da Hay Plumb.

## Trama
Un corteggiatore elude il padre e riesce a scappare con l'innamorata.

## Produzione
Il film fu prodotto dalla Hepworth.

## Distribuzione
Distribuito dalla Hepworth, il film - un cortometraggio di una bobina - uscì nelle sale cinematografiche britanniche nel maggio 1914.
Fu distrutto nel 1924 dallo stesso produttore, Cecil M. Hepworth. Fallito, in gravissime difficoltà finanziarie, Hepworth pensò in questo modo di poter almeno recuperare il nitrato d'argento della pellicola.